# 中文大辭典
《中文大辭典》是20世紀60年代編撰的一部大型中文辭書，由位于台湾的中華學術院負責編輯，中文大辭典編纂委員會編纂，當中的主纂者爲高明、林尹，監修者爲張其昀，並由中國文化研究所出版發行。全書共40冊，其中正文38冊，第39冊是部首總索引，第40冊是筆劃總索引。

## 出版
《中文大辭典》共40冊，正文為前38冊，後2冊為索引。首冊於1962年11月初版，並在1968年8月出齊。1973年，編纂委員會加以修訂，改正部份錯誤，為「第一次修訂版」，又推出縮影本10冊，稱爲普及本。由華岡出版有限公司於1973年出版。
本辭典的編纂委員會中，主任委員爲張其昀，副主任委員爲林尹、高明，並由多位文學博士、碩士和學士編纂。委員會由中國文化研究所與國防研究院於1962年合作組成，中國文化研究所並負責出版事宜。1972年8月25日，國防研究院文史編纂工作結束，改歸中國文化學院（其前身爲中國文化研究所）。今歸中國文化大學（其前身爲中國文化學院）。
1982年冬，中國大陸地區曾經翻印本辭典，當時各大圖書館一般均有這一套工具書。中国大陆翻印版每卷扉页背面印有“内部参考，批判使用”字样，图像质量较差，文字图片大多不清晰，该书前部分卷字体较大线条较粗，后部分卷字体小而细，翻印版在后部分卷中图文更加难以识别。

## 特色
本辭書刊載中文單字和語彙之闡釋，亦以中文釋義。書中收錄了49880個單字、371231條辭彙，總字數約八千萬餘。
辭書採用傳承字形豎排。各單字下依「形、音、義」序，首先列出該字的甲骨文、金文、小篆、隸書、楷書、草書等形體，並註明出處；然後引古韻書反切、羅馬字注音；接着闡釋字義，並附例句，例句均注明出處和引用文本。
書中不少資料來源，依《大漢和辭典》改編、充實、修訂而成。其單字之採錄，包括正字、或體、古字、略字及俗字、後起字，其來源以《康熙字典》為主；並參考《說文解字》、《爾雅》、《方言》、《釋名》、《廣雅》、《玉篇》、《廣韻》、《集韻》等書，各標明其來源。辭彙之採錄，則以成語、術語、格言、疊字、詩詞曲語、人名、地名、職官名、年號、書名、動植物名、名物制度為主，以經史子集歷代文獻作主要來源，同時也參考了多部著名類書、辭典為補充。
各書附有部首及筆畫檢字表。部首主要據《康熙字典》的部首，略加調整。各部首內的字先分筆劃多少，再按字形起筆為序（「永」字筆法）排列。

## 文献
- 《中文大辭典》網站（页面存档备份，存于）
- 中國文化大學華岡出版部：《中文大辭典》 （页面存档备份，存于）
- 國立高雄師範大學經學研究所 李維恩：〈《大漢和辭典》、《中文大辭典》、《漢語大詞典》之比較〉（页面存档备份，存于）
- 國家教育硏究院：雙語詞彙、學術名詞暨辭書資訊網 （页面存档备份，存于）